# Шіраков
Шіраков (словац. Širákov) — село, громада округу Вельки Кртіш, Банськобистрицький край, центральна Словаччина, регіон Гонт. Кадастрова площа громади — 7,12 км².
Населення 203 особи (станом на 31 грудня 2017 року).

## Історія
Вперше згадується в 1303 році.

## Географія
Протікає Требушовський потік.

## Населення
| Рік:            | 1994. | 2004.   | 2014.    | 2024.    |
| --------------- | ----- | ------- | -------- | -------- |
| Кількість осіб: | 256   | 244     | 205      | 181      |
| Різниця:        |       | -4,68 % | -15,98 % | -11,70 % |

| Рік:            | 2023. | 2024.   |
| --------------- | ----- | ------- |
| Кількість осіб: | 184   | 181     |
| Різниця:        |       | -1,63 % |